# آیماوییس
آیماوییس (به ایتالیایی: Aymavilles) یک کومونه در ایتالیا است که در واله دائوستا واقع شده‌است.

## خصوصیات
آیماوییس ۵۳ کیلومترمربع مساحت و ۱٬۹۳۲ نفر جمعیت دارد و ۶۴۰ متر بالاتر از سطح دریا واقع شده‌است.